# Villavicencio de los Caballeros
Villavicencio de los Caballeros és un municipi de la província de Valladolid a la comunitat autònoma espanyola de Castella i Lleó.

## Demografia
| 1991 | 1996 | 2001 | 2004 |
| ---- | ---- | ---- | ---- |
| 386  | 359  | 301  | 294  |

## Personatges il·lustres
- Florencio Gil Pachón, sindicalista i polític català.